# شهرستان گری، انتاریو
شهرستان گری، انتاریو (به انگلیسی: Grey County) یک شهرستان در کانادا است که در انتاریو واقع شده‌است.

## خصوصیات
شهرستان گری ۹۲٬۵۶۸ نفر جمعیت دارد.